# 模溫機
模溫機，又稱模具温度控制机。模溫機由水箱、加熱或冷卻系統、動力傳輸系統、液位元控制系統、溫度感測器等零件組成。

### 最高加熱溫度
- 水溫 : 120-180度
- 油溫 : 120-220度
- 電熱 : 100-330度